# Lomatium thompsonii
Lomatium thompsonii là một loài thực vật có hoa trong họ Hoa tán. Loài này được (Mathias) Cronquist mô tả khoa học đầu tiên năm 1961.